# Kémoko Camara
Pour les articles homonymes, voir Camara.
Kémoko Camara est un footballeur international guinéen né le 5 avril 1975 à Conakry. Il évoluait au poste de gardien de but.

## Biographie
Kemoko Camara est fils de Namory et Manimba Fadiga.

### Études
Kemoko fait ses études primaires à Lanséboundji et au collège de Coléah.
L'influence du football l'estompe dans ses études, mais il sera contraint par son père de rejoindre l'armée, où il ne fera que six mois de formation.

### Carrière de joueur

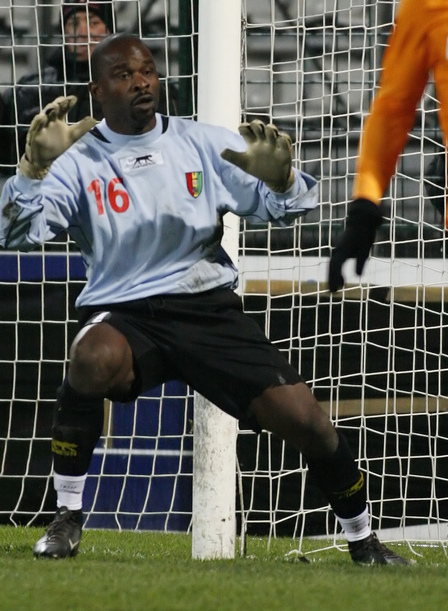
Kémoko Camara pendant le match Guinée contre Côte d'Ivoire au stade Robert Diochon, Rouen, France.

Après avoir décidé de jouer au football, il commence sa carrière professionnelle avec l'olympique de Conakry, ou il joue pendant deux saisons de 1991 à 1993.
Il rejoint ensuite le club de la SOGEAG, dirigé alors par feu Niatakoly pendant une saison, puis l’AS Kaloum pendant quatre ans. Il est, avec cette équipe, finaliste de la Coupe de la CAF 1995.
Il reçoit sa première sélection en équipe de Guinée le 18 janvier 1997, en amical contre la Côte d'Ivoire (défaite 2-1).
Il participe ensuite à la Coupe d'Afrique des nations 1998 organisée au Burkina Faso. Il joue deux matchs lors de ce tournoi.
Après la Coupe d'Afrique des nations de 1998, il joue avec le club belge d'Harelbeke, ou il reste quatre saisons. Il dispute avec cette équipe 35 matchs en première division belge. Il joue également en Israël entre 2003 et 2005, pendant deux saisons. En Israël, il inscrit un but à une distance de 95 mètres[réf. nécessaire].
En 2004, il participe à sa deuxième Coupe d'Afrique des nations. Il joue quatre matchs lors de ce tournoi organisé en Tunisie, qui voit la Guinée s'incliner en quart de finale face au Mali.
En 2006, il dispute sa troisième Coupe d'Afrique des nations, mais doit se contenter du banc des remplaçants. La Guinée est éliminée en quart de finale par le Sénégal.
En 2007, il signe un contrat avec le club d'AmaZulu FC en Afrique du Sud. Il dispute ensuite en 2008 sa quatrième et dernière Coupe d'Afrique des nations. Lors de cette compétition qui se déroule au Ghana, il prend part à quatre matchs. La Guinée s'incline en quart de finale face à la Côte d'Ivoire.

### Carrière d'entraîneur
Après sa carrière de footballeur, il devient entraîneur des gardiens de l'Horoya Athletic Club, puis de l'équipe nationale de Guinée.

### Vie privée
Kemoko est marié et père de 5 enfants, avec 3 garçons et 2 filles.